# Kniphofia
Genre
Classification APG III (2009)
Kniphofia est un genre de plantes à fleurs. Il appartient à la famille des Liliaceae selon la classification classique, ou à celle des Asphodelaceae (optionnellement celle des Xanthorrhoeaceae) selon la classification phylogénétique.
Il comprend 72 espèces originaires d'Afrique. Le Kniphofia est aussi connu sous le nom de « tisons du diable ».
Conrad Moench nomma ce genre en hommage au médecin et botaniste allemand Johann Hieronymus Kniphof (en).
Plusieurs espèces sont utilisées en horticulture. Certaines sont connues pour leurs inflorescences de forme conique et aux couleurs chatoyantes.

## Liste des espèces
- Kniphofia acraea Codd
- Kniphofia albescens Codd
- Kniphofia albomontana Baijnath
- Kniphofia angustifolia (Baker) Codd
- Kniphofia ankaratrensis Baker
- Kniphofia baurii Baker
- Kniphofia benguellensis Welw. ex Baker
- Kniphofia bequaertii De Wild.
- Kniphofia brachystachya (Zahlbr.) Codd
- Kniphofia breviflora Harv. ex Baker
- Kniphofia bruceae (Codd) Codd
- Kniphofia buchananii Baker
- Kniphofia caulescens Baker
- Kniphofia citrina Baker
- Kniphofia coddiana Cufod.
- Kniphofia coralligemma E.A.Bruce
- Kniphofia crassifolia Baker
- Kniphofia drepanophylla Baker
- Kniphofia dubia De Wild.
- Kniphofia ensifolia Baker
- Kniphofia ×erythraeae Fiori
- Kniphofia evansii Baker
- Kniphofia fibrosa Baker
- Kniphofia flammula Codd
- Kniphofia fluviatilis Codd
- Kniphofia foliosa Hochst.
- Kniphofia galpinii Baker
- Kniphofia goetzei Engl.
- Kniphofia gracilis Harv. ex Baker
- Kniphofia grantii Baker
- Kniphofia hildebrandtii Cufod.
- Kniphofia hirsuta Codd
- Kniphofia ichopensis Schinz
- Kniphofia insignis Rendle
- Kniphofia isoetifolia Hochst.
- Kniphofia latifolia Codd
- Kniphofia laxiflora Kunth
- Kniphofia leucocephala Baijnath
- Kniphofia linearifolia Baker
- Kniphofia littoralis Codd
- Kniphofia marungensis Lisowski & Wiland
- Kniphofia mulanjeana S.Blackmore
- Kniphofia multiflora J.M.Wood & M.S.Evans
- Kniphofia nana Marais
- Kniphofia northiae Baker
- Kniphofia nubigena Mildbr.
- Kniphofia pallidiflora Baker
- Kniphofia paludosa Engl.
- Kniphofia parviflora Kunth
- Kniphofia pauciflora Baker
- Kniphofia porphyrantha Baker
- Kniphofia praecox Baker
- Kniphofia princeae (A.Berger) Marais
- Kniphofia pumila (Aiton) Kunth
- Kniphofia reflexa Hutch. ex Codd - (En danger d'extinction)
- Kniphofia reynoldsii Codd
- Kniphofia rigidifolia E.A.Bruce
- Kniphofia ritualis Codd
- Kniphofia rooperi (T.Moore) Lem. , espèce à floraison tardive (de fin août à novembre) et à feuillage persistant et fleurs sphériques
- Kniphofia sarmentosa (Andrews) Kunth
- Kniphofia schimperi Baker
- Kniphofia splendida E.A.Bruce
- Kniphofia stricta Codd
- Kniphofia sumarae Deflers
- Kniphofia tabularis Marloth
- Kniphofia thodei Baker
- Kniphofia thomsonii Baker
- Kniphofia triangularis Kunth
- Kniphofia typhoides Codd
- Kniphofia tysonii Baker
- Kniphofia umbrina Codd
- Kniphofia uvaria (L.) Oken, ou Tritoma uvaria